# 走ることについて語るときに僕の語ること
『走ることについて語るときに僕の語ること』（はしることについてかたるときにぼくのかたること）は、村上春樹のエッセイ集（村上は「メモワール」（回顧録）と呼んでいる）。

## 概要
2007年10月15日、文藝春秋より刊行された。「走ること」と自身の小説執筆の相関性を語るエッセイ。一部を除き、書き下ろしの作品である。写真は小平尚典、景山正夫、松村映三。装丁は渡辺和雄。本文デザインは野中深雪。2010年6月10日、文春文庫として文庫化された。
2015年8月28日、電子書籍版が文藝春秋より配信開始される。国内における村上の初めての電子書籍は同年7月24日配信開始の『村上さんのところ コンプリート版』（新潮社）であるが、既刊の著作物としては初の電子書籍化となる。
タイトルはレイモンド・カーヴァーの短編小説『愛について語るときに我々の語ること』に由来する。なお本書は1998年頃から出版が予定されていて、その当時村上が考えていたタイトルは『走れ、歩くな』だった。

## 翻訳
| 翻訳言語        | 翻訳者                             | 発行日        | 発行元                        |
| --------------- | ---------------------------------- | ------------- | ----------------------------- |
| 英語            | フィリップ・ガブリエル             | 2008年7月29日 | Knopf（米国）                 |
| 英語            | フィリップ・ガブリエル             | 2008年8月7日  | Harvill Secker（英国）        |
| フランス語      | Hélène Morita                      | 2009年4月2日  | Belfond                       |
| ドイツ語        | Ursula Gräfe                       | 2008年2月21日 | DuMont Buchverlag             |
| イタリア語      | Antonietta Pastore                 | 2011年9月     | Einaudi                       |
| スペイン語      | Francisco Barberán Pelegrín        | 2010年4月     | Tusquets Editores             |
| カタルーニャ語  | Albert Nolla Cabellos              | 2010年        | Edicions Empúries             |
| ガリシア語      | Mona Imai Gabriel Álvarez Martínez | 2009年3月     | Editorial Galaxia             |
| ポルトガル語    | Maria João Lourenço                | 2009年11月    | Casa das Letras（ポルトガル） |
| ポルトガル語    | Cassio de Arantes Leite            | 2010年        | Objetiva（ブラジル）          |
| オランダ語      | Luk van Haute                      | 2009年1月15日 | Atlas                         |
| デンマーク語    | Mette Holm                         | 2009年        | Klim                          |
| ノルウェー語    | Yngve Johan Larsen                 | 2011年1月11日 | Pax forlag                    |
| スウェーデン語  | Eiko Duke, デューク・雪子          | 2010年        | Norstedts                     |
| フィンランド語  | Jyrki Kiiskinen                    | 2011年3月15日 | Tammi                         |
| エストニア語    | Margis Talijärv                    | 2021年        | Varrak                        |
| ポーランド語    | Jędrzej Polak                      | 2008年        | Muza                          |
| チェコ語        | Tomáš Jurkovič                     | 2010年        | Odeon                         |
| スロベニア語    | Aleksander Mermal                  | 2011年        | Mladinska knjiga              |
| ハンガリー語    | Nagy Anita                         | 2012年        | Geopen Könyvkiadó Kft.        |
| ルーマニア語    | Oprina Iuliana                     | 2009年        | Polirom                       |
| ロシア語        | エレナ・バイビコフ                 | 2010年        | Eksmo                         |
| トルコ語        | Hüseyin Can Erkin                  | 2013年12月    | Doğan Kitap                   |
| ヘブライ語      | Einat Cooper                       | 2010年        | Keter Publishing House        |
| 中国語 (繁体字) | 頼明珠                             | 2008年11月6日 | 時報文化                      |
| 中国語 (簡体字) | 施小煒                             | 2009年1月1日  | 南海出版公司                  |
| 韓国語          | 任洪彬（イム・ホンビン）           | 2009年1月     | 文学思想社                    |
| ベトナム語      | Thiên Nga                          | 2011年        | Nhã Nam                       |

## 内容
1983年のアテネ-マラトン間での初マラソンの回想、2005年度ニューヨークシティマラソンの準備期間などの想いをつづる。そして自身の小説家としてのキャリアが、いかに「走ること」と連関していたかを述べる。
小説を書くきっかけとなった神宮球場でのデーゲーム、群像新人賞受賞、ジャズ喫茶の経営と小説の執筆を振り返りつつ、小説家の資質に必要なのはまず才能としながらも、集中力を持続させるための体力が不可欠だと考える。そのために、自身の孤独を好む性格にフィットし、特に場所を選ばない長距離走を選んだ。そして村上は「走ること」にさまざまな思いを抱えながらも、それを四半世紀ほど一貫して続けてきた。
作家＝ランナーとしての村上春樹の側面が垣間見られる作品である。